# Stéphane Richelmi
Stéphane Richelmi, född den 17 mars 1990 i Monte Carlo, är en monegaskisk racerförare. Han är son till den före detta WRC-föraren Jean-Pierre Richelmi. Richelmi har tävlat i flera olika formelbilmästerskap, däribland Formula 3 Euro Series Formula Renault 3.5 Series och GP2 Series, med sin bästa totalplacering 2013, då han var åtta i GP2. Han har även tävlat i en del mindre mästerskap, dock utan någon större framgång.

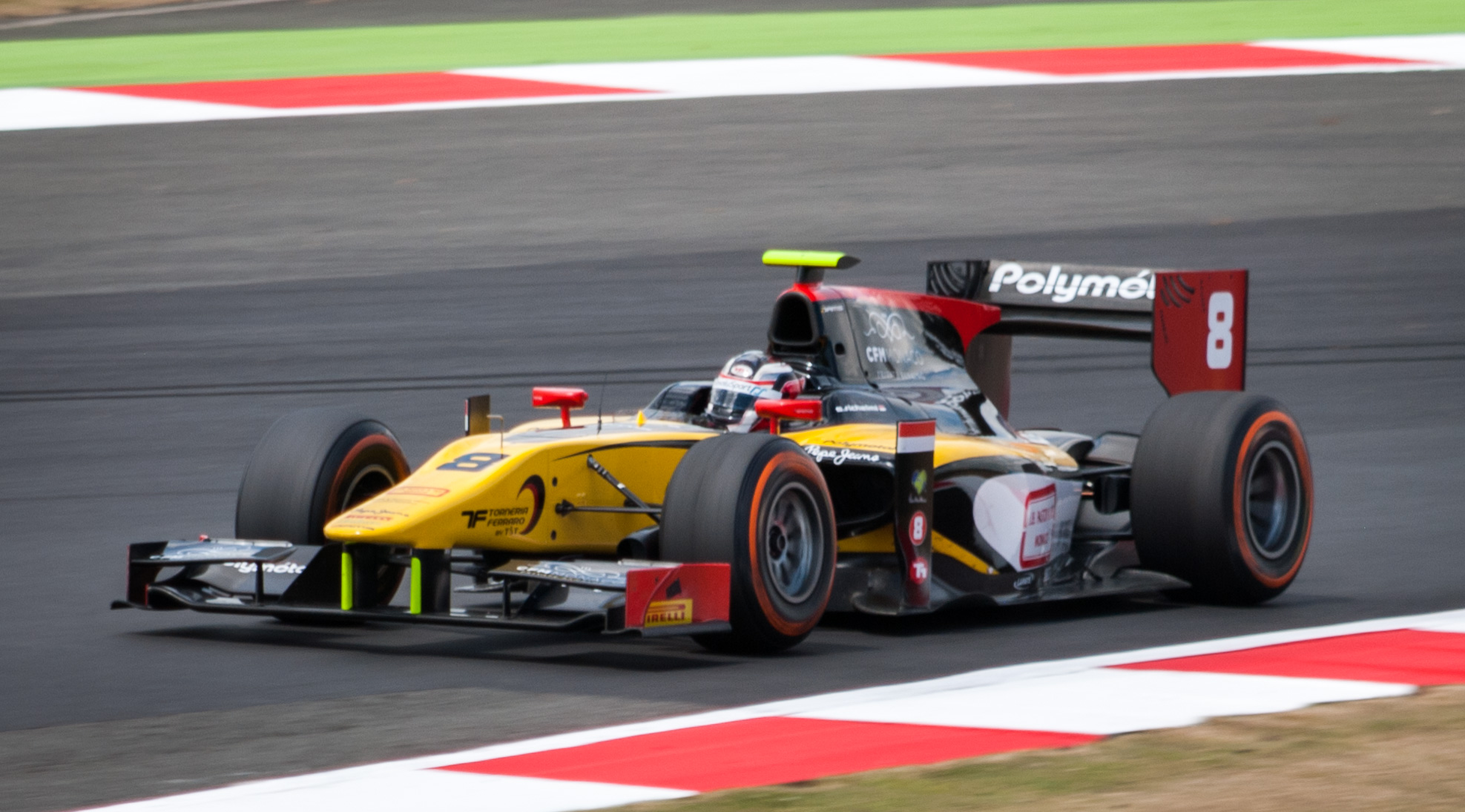
Stéphane Richelmi på Silverstone Circuit.